# Caleb Farley
Caleb Farley (* 2. November 1998 in Maiden, North Carolina) ist ein American-Football-Spieler auf der Position des Cornerbacks, der zurzeit bei den Carolina Panthers unter Vertrag steht. Er spielte College Football für die Virginia Tech Hokies in der NCAA Division I Football Bowl Subdivision (FBS). Im NFL Draft 2021 wurde Farley in der ersten Runde von den Tennessee Titans ausgewählt.

## Persönliches
Farley wuchs mit seinen Eltern Robert und Robin sowie seinem Bruder Joshua Farley in Hickory, North Carolina, auf. Seine Mutter starb im Alter von 53 Jahren an Brustkrebs. Als es Ende August 2023 zu einer Explosion seines Hauses kam, kam sein Vater Robert M. Farley im Alter von 61 Jahren ums Leben. Die Feuerwehr ging von einer Gasexplosion aus. Caleb Farley war zum Zeitpunkt der Explosion nicht zu Hause.

## College
Nachdem Farley in seiner Zeit an der Maiden High School auf der Position des Quarterbacks eingesetzt worden war, plante ihn sein damaliger College-Football-Trainer Bud Foster als Wide Receiver ein. Aufgrund einer Knieverletzung verpasste Farley allerdings seine komplette erste Saison am College.
In der darauffolgenden Saison wurde er zum Cornerback umfunktioniert. In dieser Spielzeit wurde er in 13 Spielen eingesetzt, in denen er sieben Pässe abwehrte und ihm zwei Interceptions gelangen.
Die College-Football-Saison 2019 beendete Farley mit vier Interceptions und neun weiteren verteidigten Pässen. Dabei ließ er nur 19 gefangene Pässe für 265 Yards und einen Touchdown zu. Durch diese Leistung wurde Farley in der ersten Mannschaft All-ACC gelistet.
Im Juli 2020 gab Farley bekannt, dass er wegen der COVID-19-Pandemie in den Vereinigten Staaten die Saison 2020 aussetzen werde, um sich auf den NFL Draft 2021 vorzubereiten.

## NFL
Farley wurde im NFL Draft 2021 in der ersten Runde an 22. Stelle von den Tennessee Titans ausgewählt. Wegen einer Schulterverletzung kam Farley nur in zwei der ersten fünf Partien der Saison zum Einsatz. Am sechsten Spieltag stand er aufgrund des verletzungsbedingten Ausfalls von Kristian Fulton erstmals als Starter für die Titans auf dem Feld. Dabei zog er sich im zweiten Viertel einen Kreuzbandriss zu und fiel damit für den Rest der Saison aus. Insgesamt bestritt Farley in drei Jahren lediglich zwölf Spiele für Tennessee. Nachdem er die Saison 2023 wegen einer Rückenverletzung vollständig verpasst hatte, wurde er Ende August 2024 im Rahmen der Kaderverkleinerung auf 53 Spieler von den Titans entlassen.
Am 2. Oktober 2024 nahmen die Carolina Panthers den ehemaligen Erstrundenpick für ihren Practice Squad unter Vertrag, um ihr Defensive Backfield zu verstärken.